# برنز سیتی (ایندیانا)
برنز سیتی (به انگلیسی: Burns City) یک منطقهٔ مسکونی در ایالات متحده آمریکا است که در شهرستان مارتین، ایندیانا واقع شده‌است. برنز سیتی ۱۱۷ نفر جمعیت دارد و ۲۱۷٫۰۲ متر بالاتر از سطح دریا واقع شده‌است.